# Resolució 480 del Consell de Seguretat de les Nacions Unides
La Resolució 480 del Consell de Seguretat de les Nacions Unides, aprovada per unanimitat el 12 de novembre de 1980 després de la mort dels jutges Richard R. Baxter i Salah El Dine Tarazi, decideix que l'ocupació de les seves vacants a la Cort Internacional de Justícia resolta per l'Assemblea general que i el Consell de Seguretat el 15 de gener de 1981.